# ナイフ・アゲルド
ナイフ・アゲルド（アラビア語: نايف أكرد, Nayef Aguerd, 1996年3月30日 - ）は、モロッコ・ラバト＝サレ＝ケニトラ地方ケニトラ州ケニトラ出身のサッカー選手。ラ・リーガ・レアル・ソシエダ所属。モロッコ代表。ポジションはDF。

## 経歴
ムハンマド6世フットボール・アカデミー出身。2018年、リーグ・アンのディジョンFCOに入団。同年8月25日のOGCニース戦で初出場し、初得点も記録する。
2020年8月14日、スタッド・レンヌと4年契約を結んだことが発表された。
2022年6月20日、ウェストハム・ユナイテッドFCと5年契約を締結したことが発表された。

### 代表
2018年8月31日のアルバニア代表戦でモロッコ代表デビューを果たす。
2022年11月、ワールドカップカタール大会のメンバーに選出。ロマン・サイスとのCBコンビで堅守を形成し、グループリーグで全試合先発でフル出場したが、ラウンド16のスペイン戦で負傷。準々決勝のポルトガル戦は負傷のため欠場し、準決勝のフランス戦では当初先発メンバーに名を連ねていたが試合開始直前に負傷による影響で欠場した。

## 代表歴

### 出場大会
- モロッコ代表
  - 2022 FIFAワールドカップ

### 試合数
- 国際Aマッチ 38試合 1得点（2016年-）[8]

| モロッコ代表 | 国際Aマッチ | 国際Aマッチ |
| 年           | 出場        | 得点        |
| ------------ | ----------- | ----------- |
| 2016         | 1           | 0           |
| 2017         | 0           | 0           |
| 2018         | 6           | 0           |
| 2019         | 0           | 0           |
| 2020         | 1           | 0           |
| 2021         | 8           | 1           |
| 2022         | 14          | 0           |
| 2023         | 8           | 0           |
| 2024         |             |             |
| 通算         | 38          | 1           |

## タイトル

### クラブ
FUSラバト
- ボトラ: 2015-16

ウェストハム・ユナイテッド
- UEFAヨーロッパカンファレンスリーグ: 2022-23

### 代表
モロッコ
- アフリカネイションズチャンピオンシップ: 2018

### 勲章
- モロッコ国家勲章（英語版）: 2022[9]